# Steingaden
Steingaden je občina v zgornje bavarskem okrožju Weilheim-Schongau in sedež upravne skupnosti Steingaden. Steingaden je državno odobreno okrevališče.
Skupnost je dom edinstvenih spomenikov, znane  romarske cerkve v Wiesu in bivša samostanska Welfenmünster.

## Zgodovina

### Do združitve občin
Kraj Steingaden je pripadal zaprtemu Hofmarku (izraz iz srednjeveškega in zgodnjega modernega prava v vojvodstvu Bavarski, habsburške monarhije in salzburške nadškofije) iz leta 1147 Welfa VI., ki je  ustanovil premonstratenski samostan Steingaden, ki je bil ukinjen leta 1803 v času sekularizacije. Nekdaj so samostanu v veliki meri pripadale okoliške vasi Fronreiten, Lauterbach in Urspring, ki so v času upravnih reform v bavarskem kraljestvu leta 1818 postale neodvisne politične skupnosti. Fronreiten, Lauterbach in Urspring so bili pridruženi 1. aprila 1939 v skupnost Steingaden. 

## Geografija
Občina leži v alpskem predgorju na meji med Zgornjo Bavarsko in Allgäu. Sestavlja jo 53 vasi. Večje in bolj znane so poleg Steingadna še Fronreiten, Ilgen, Lauterbach, Giant, Urspring in Wies. Drugi kraji in zaselki v občini so Biberschwöll, Bichl, Boschach, Brandach, Brandstatt, Butzau, Deutenhof, Deutenried, Deutensee, Egart, Engen, Gagras, Gmeind, Gogel, Graben, Hiebler, Hirschau, Illach, Illberg, Jagdberg, Karl level, Kellershof , Kohlhofen, Kreisten, Kreuzberg, Kuchen, Langau, Lechen, Lindegg, Litzau, Maderbichl, Moos, Oberengen, Reitersau, Resle, Sandgraben, Schlatt, Schlauch, Schwarzenbach, Staltannen, Steingädele, Tannen, Thal (drugo črkovanje: Tal) , Vordergründl, Wiesle in Zopfhalden.

## Zanimivosti
- Romarska cerkev bičanega Odrešenika. Delo bratov Dominikusa in Johanna Baptista Zimmermanna je bila zgrajena od 1746 do 1754 v najčistejšem rokoko slogu in je vpisana na Unescov seznam svetovne dediščine.[3]
- Romarski muzej v Wiesu
- Welfenmünster, nekdanja premonstratenska cerkev, zgrajena v romanskem slogu leta 1176, je zdaj župnijska cerkev.
- Samostanski muzej v župnišču
- Romarska cerkev Marijinega obiska v Ilgenu
- Cerkev Svetega križa na Kreuzbergu
- Podružnična cerkev sv. Marije Magdalene v Urspringu

- Samostanska cerkev v Steingadnu
- Kip na vodnjaku v Steingadnu
- Romarska cerkev v Wiesu
- Sv. Marija Magdalena v Urspringu